# (25205) 1998 SQ144
A (25205) 1998 SQ144 a Naprendszer kisbolygóövében található aszteroida. Eric Walter Elst fedezte fel 1998. szeptember 20-án.